# Muixeranga
|  | Per a altres significats, vegeu «Muixeranga (desambiguació)». |

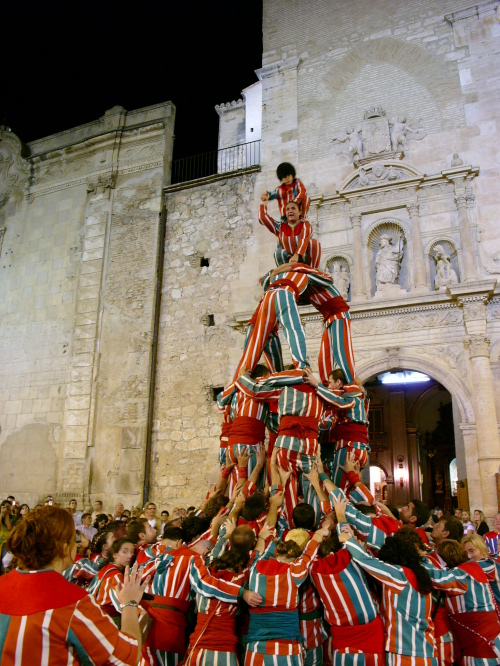
La Nova Muixeranga d'Algemesí.

La muixeranga és un element festiu tradicional d'alguns pobles valencians que combina components acrobàtics, coreogràfics, religiosos i burlescos; és una tradició que es remunta almenys fins a 1733. El terme muixeranga és polisèmic i s'utilitza per fer referència a la tradició pròpiament dita, a les colles que la practiquen, a les figures que es formen i, fins i tot, a la música que l'acompanya.
El principal lloc de conservació de la muixeranga va ser Algemesí, on el 1973 va crear-se Amics de la Muixeranga, punt des d'on el moviment muixerenguer va reviscolar. El 1973, a més d'Algemesí, només hi havia muixerangues al Forcall –amb periodicitat anual- i a Titaigües –cada set anys-. A altres pobles l'activitat s'havia aturat recentment: a l'Alcúdia el 1954, i al començament del segle xx a l'Olleria i Carcaixent.
La muixeranga es diferencia dels moderns castells en el sentit que, en la muixeranga, l'objectiu és més religiós i es fa una dansa sense que l'alçària de les torres humanes siga crucial. Per bé que la teoria ens diu que els castells i la muixeranga tenen un origen comú en les moixigangues, els primers s'haurien especialitzat en les torres humanes pròpiament dites i les segones s'haurien preservat fidels al sentit religiós i al quadre plàstic.

## Origen
La primera qüestió a mencionar vindria constituïda per les opinions que hi ha respecte del nom. Per una part, hi ha opinions documentades que el 1947 defensaven la procedència del nom del mot àrab mochain, amb el significat d'emmascarat o encapirotat. Per altra, hi ha qui pensa que rep el nom genèric per ser la primera dansa que apareix obrint marxa, en record de les antigues desfilades i processons o festes públiques —moixigangues, de la qual muixeranga seria una deformació posterior—, amb comparses i gent disfressada, que se celebraven per causa d'algun esdeveniment remarcat.
És possible que l'origen de les figures estiga relacionat amb els acròbates del Magrib, ja que la cultura musulmana es mantingué a algunes comarques del País Valencià fins al 1609. També és conegut que el ball de valencians, derivat de muixerangues, es menciona a Tarragona l'any 1692. El ball de valencians de Valls evolucionà al llarg del segle xix fins a convertir-se en els castellers.
Les més antigues cròniques escrites que vinculen la muixeranga amb Algemesí daten del primer terç del segle xviii, però de la seua constant i ferma presència ben bé pot pensar-se en un origen molt més antic. Segons les referències de cròniques, la data de 1724, celebració de les primeres festes solemnes en honor de la Mare de Déu de la Salut, podria ser la més antiga que la vincula a la Festa; però si es té en compte la constatació documental dels Llibres de Comptes de la Vila, des de 1733 i des d'aleshores, ja amb cadència anual en liquidar el sou als dolçainers que tocaven a la Festa, és la més exacta fita cronològica.
La tradició dels pals de pollastre, consistent en fer torres humanes per arribar a un pollastre o un altre premi situat a una certa altura, té semblances amb la muixeranga i està documentada des de 1796. Comparteix amb la muixeranga algunes característiques, com celebrar-se coincidint amb festes religioses (diumenge de Rams a Polinyà, Sant Roc a Xiva, Sant Antoni a Calles), però també hi ha diferències, com l'existència de premis (pollastre, pernil, fruita) que les figures no són tècniques, sinó espontànies; que no hi ha assajos ni colles formals ni mestre. En algunes poblacions, com les Almoines o Polinyà, cada persona no pot participar al pal més que una vegada en la vida. A Xiva consideren que la seua torre és una muixeranga.
Està documentat que a Torrent ja es feien moixigangues el 1838 enmig de les cavalcades, formades per 16 persones. També a Gandia des del 1875 i a Sueca el 1798.

## Difusió, evolució i extensió geogràfica
Arrelada des de temps pretèrits a la comarca de la Ribera del Xúquer, Algemesí té l'honor d'haver-la conservada, i rep l'homenatge de reconeixement constant per part dels components de les colles castelleres d'algunes comarques del Principat. Hi ha estudiosos que creuen en la possibilitat que s'estenguera per alguns punts concrets de les comarques del sud del Principat amb el nom antic de Ball de Valencians, que està registrat que es feia servir.
A més d'Algemesí, també s'han trobat notícies de muixerangues a altres parts del País Valencià, com Alcoi, Alzira, Bellreguard, Carcaixent, Castelló de la Plana, Llíria, Nules, Requena, Sagunt, Silla, Sogorb, Torrent, València i la Vall d'Uixó.
La tradició dels negrets de l'Alcúdia es coneix des del 1767. Es parlava també el 1892, i hom té constància d'una actuació l'any 1954. De manera intermitent, l'activitat va continuar entre el 1984 i el 2002, però la seua recuperació va arribar el 2004. El costum original feia que una de les característiques dels negrets fora fer gresca, un costum perdut, però que ha portat que no se'ls permeta actuar en la processó solemne de la Mare de Déu de l'Oreto, només en la seua vigília. Al ball participen vuit negrets, que comencen formant dues files, però que van creuant-se de diverses maneres fins a formar un cercle. Els ritme el marca una cançó tocada amb dolçaina i tabalet. La cançó té una lletra que només es canta als assajos, que evoca de forma burlesca un soterrar. Els dansants fan una mena de torre de tres pisos (4+3+1) anomenada campana perquè el xiquet, després de saludar, es despenja per baixar penjant com el batall d'una campana.
El ball de varetes del Forcall. A les festes majors del Forcall, a final d'agost i a principi de setembre, es ballen diversos balls: de varetes, arets, dansants, gitanetes i altres, que desfilen pel poble acompanyants per un únic grup de dolçainers, de manera que els diversos grups ballen al ritme d'una mateixa música. Els varetes fan la torre i els dansants la pinya. Un xiquet puja al capdamunt.
A Gandia s'han trobat notícies de la presència de muixerangues durant el segle xix, i informacions de 1875 parlen d'un ball de muixeranga de vint adults i un xiquet, vinculats al gremi dels constructors. És per aquesta raó que la muixeranga formada a la Safor el 2002 prengué el nom de "la Construcció de la Safor", tot i que ha adoptat influències dels castells catalans, del ball de valencians de Tarragona, del ball dels locos de l'Olleria, i ha recuperat el ball de la Forca de Bellreguard.
A l'Olleria s'havien aixecat torres humanes anualment, una tradició que es va discontinuar el 1918, i que es va perdre als anys trenta. El que quedava d'aquesta tradició era una comparsa festiva, els Locos de l'Olleria. Alguns dels seus membres van assistir a actes castellers a Mallorca el 1995 i, de tornada al poble, trobaren el testimoni d'un octogenari que recordava l'antiga festa, els balls i la música. Aquestes circumstàncies facilitaren la represa de la tradició del ball de locos el 1996. Com a característica pròpia de l'Olleria, destaca l'ús de carxots (bastons).
A Peníscola, per la festa major de la Mare de Déu de l'Ermitana, s'aixeca un petit castell de tres pisos (3+3+1). Quan aquest es baixa, es formen quatre pilars de dos, que s'encaminen cap a l'església per saludar a la Mare de Déu. Després surten i donen voltes per la plaça, competint per veure quin és el que aguanta més estona. Les notícies sobre aquesta tradició es remunten a 1677 i 1746.
La Mojiganga de Titaigües és una dansa de deu composicions. Cinc en són religioses i cinc de profanes. Alguns autors (Seguí, Buezo, Miralles, Bertran i Frechina) coincideixen en considerar les composicions profanes com afegides. D'altra banda, les composicions religioses es consideren meritòries des d'un punt de vista gimnàstic, fins al punt que algunes inclouen dansants fent el pi. Tradicionalment, la mojiganga es ballava pel carnaval, per la festa major de gener i per a les festes de setembre. Però la seua presència a quedat reduïda a les fiestas gordas, que se celebren cada set anys.
A Xiva, en acabar la festa dels bous (fiesta del torico), s'aixequen algunes torres de tres pisos de forma improvisada. El nombre de persones en cada pis és variable i les estructures, alçades sense cap assaig previ, són força inestables.
Sobre la presència de muixerangues a altres pobles del País Valencià, cal citar Vinaròs, les Marines Alta i Baixa, l'Alacantí i a altres llocs.
El gener de 2018, es constituí la primera federació de muixerangues a Algemesí: la Federació Coordinadora de Muixerangues.

### Obres artístiques

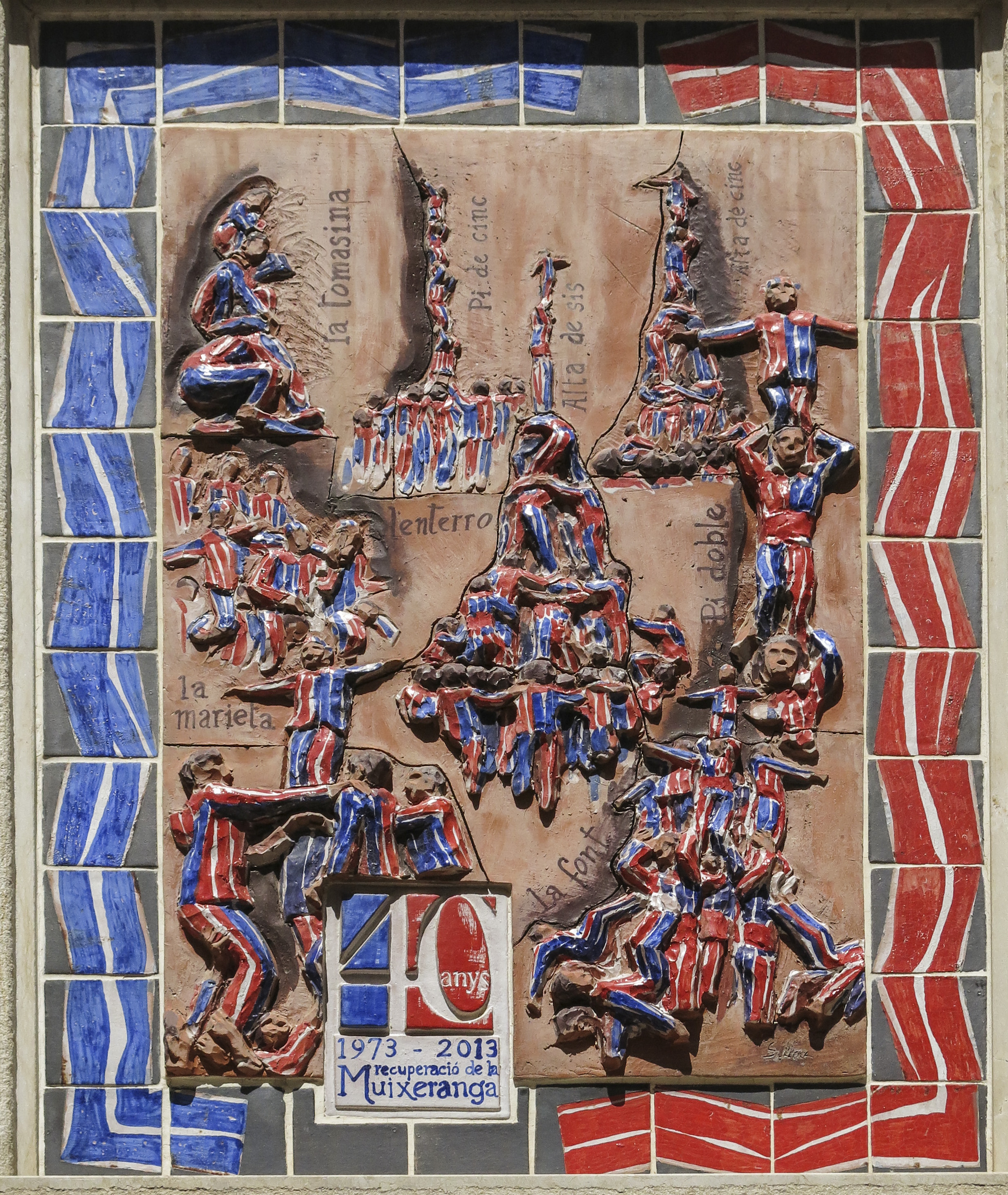
Muixeranga (Algemesí)
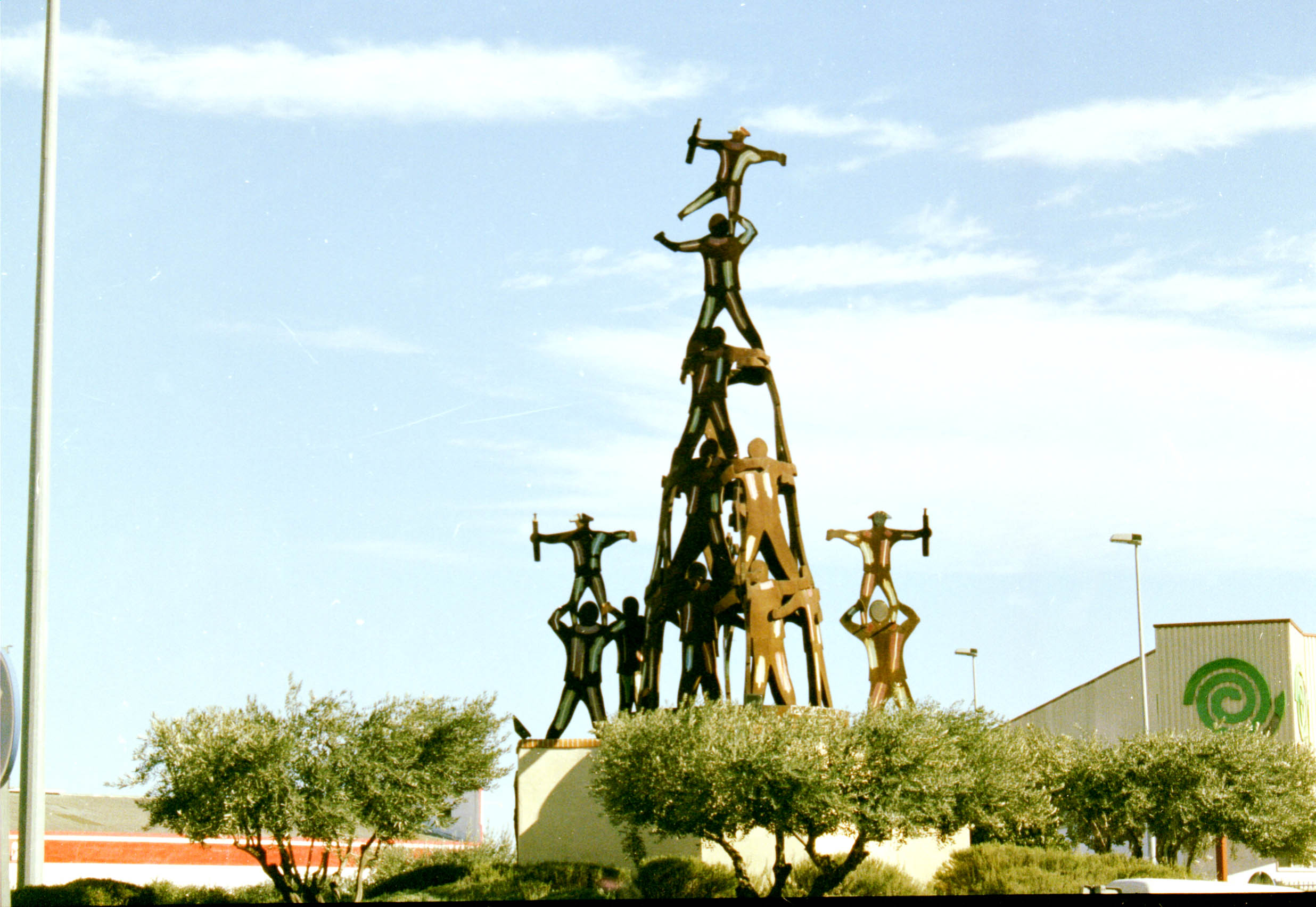
Monument en honor de la Muixeranga als carrers d'Algemesí
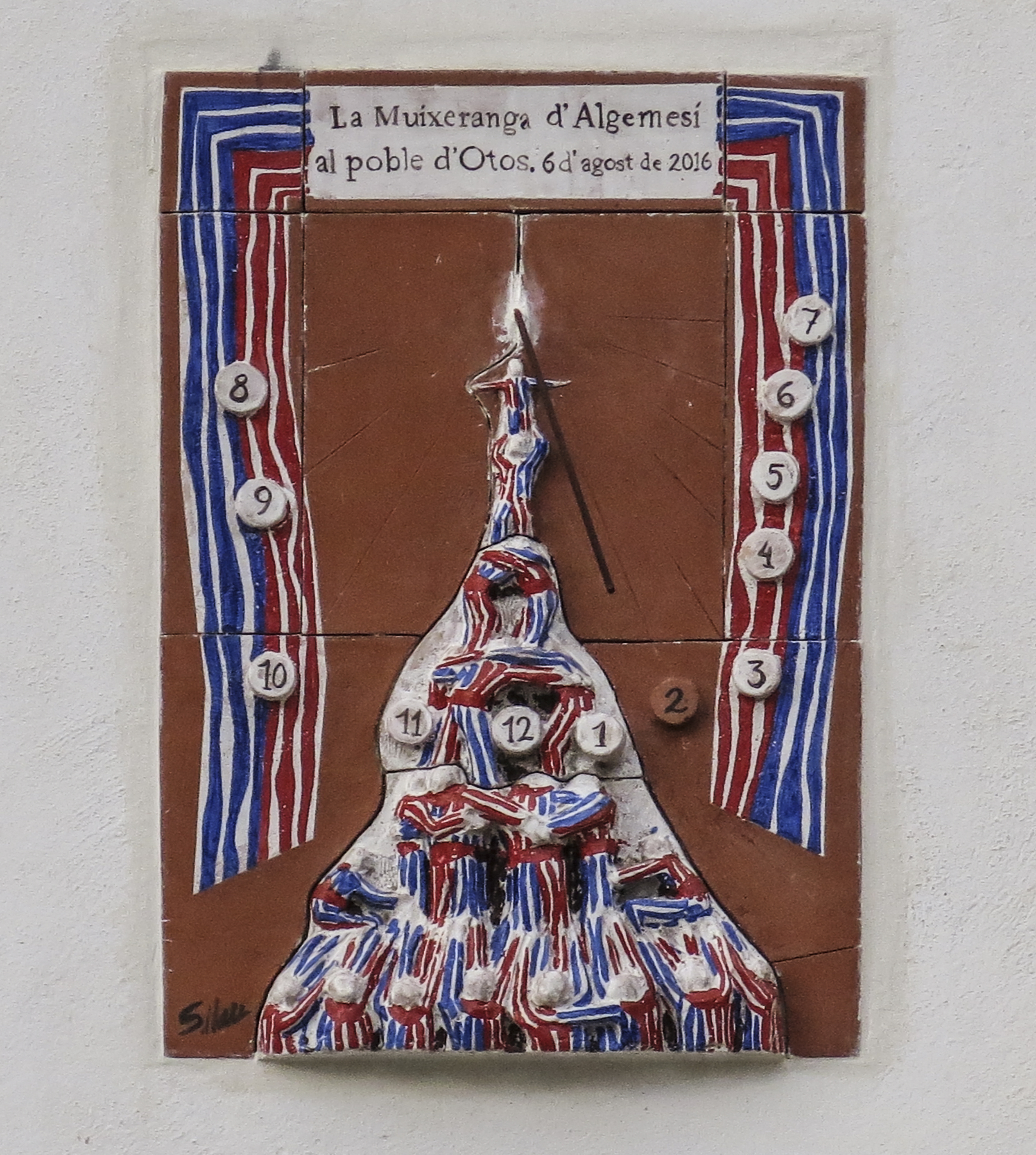
Dedicació al poble d'Otos
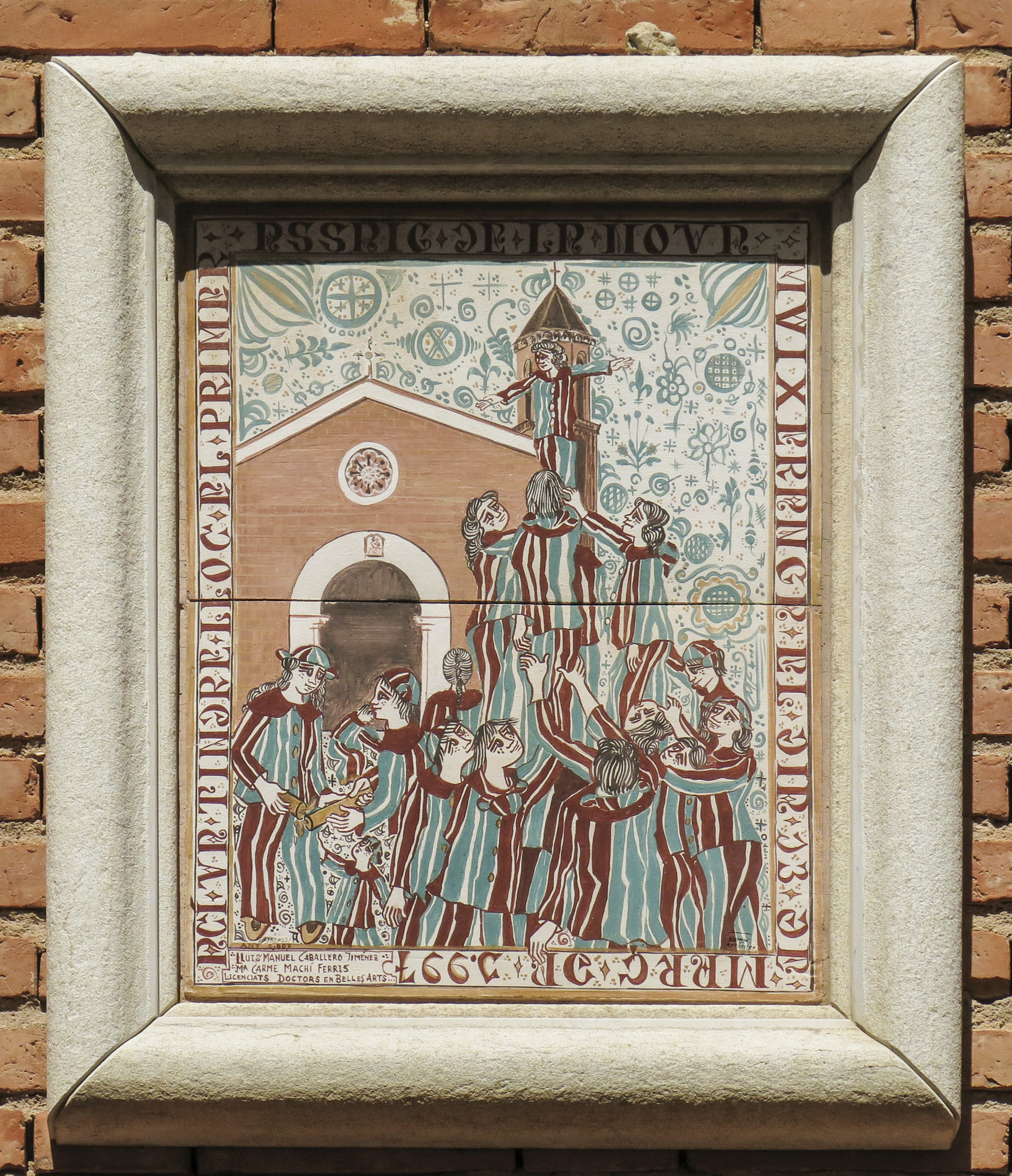
Capella d'Algemesí

## Elements comuns

### Figures muixerangueres
Les figures muixerangueres són el conjunt de figures que es poden fer en la realització d'una muixeranga.

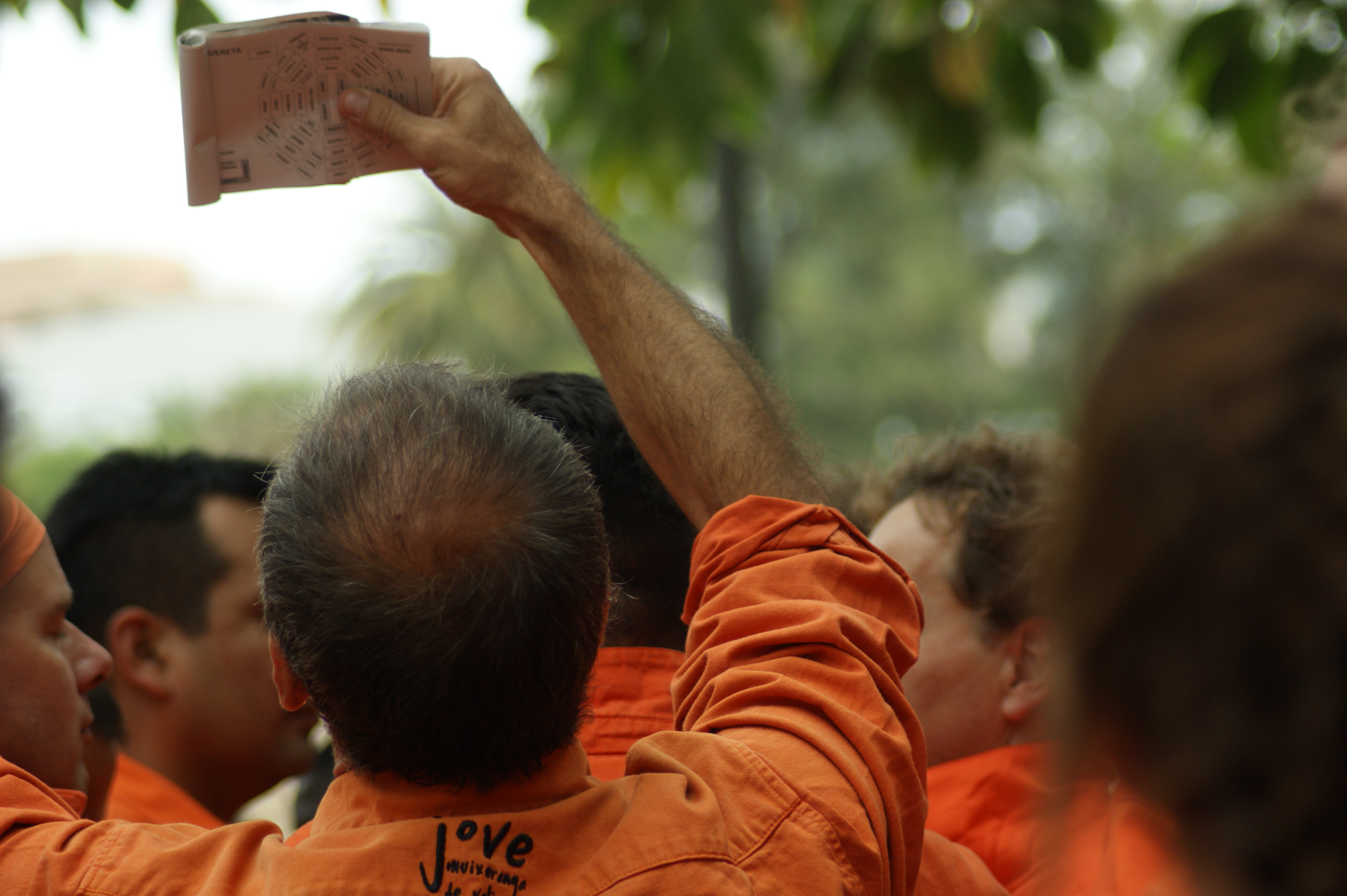
El mestre de la Jove Muixeranga de València munta figura ajudat pel croquis l'any 2019.

Les figures de torres es classifiquen per la seua altura. Hi ha torres de tres, quatre, cinc i sis altures.

### Els elements comuns
Les muixerangues comparteixen quatre components: l'acrobàtic, el coreogràfic, el religiós i el burlesc.

#### Acrobàcia
El component acrobàtic es manifesta en el desig de fer torres humanes cada volta més altes o més complexes. Assolir la màxima altura és una fita molt important que queda en la història de cada muixeranga (el primer cinc, el primer sis). La competició no és una qüestió important. En els pals de pollastre és impossible comparar un grup amb un altre, tot i que en alguns llocs –com a Calles- hi ha pals d'homes, de dones, de fadrins, de casats, que òbviament comparen resultats. A Peníscola els quatre gegantets tenen per objectiu resistir més que els altres. A Xiva, els grups improvisats competeixen entre ells. Es considera que les muixerangues són menys competitives que els castellers, opinió que se suporta en les estadístiques de caigudes.

#### Coreografia
El component coreogràfic inclou el ball, present a moltes muixerangues. A Titaigües i a Peníscola es ballen diverses danses llargues i complexes. Al Forcall, els varetes fan la seua dansa i alcen la torre, mentre que altres grups de dansants els acompanyen. A Algemesí, a l'Alcúdia i a Alzira es balla un sol ball, curt i simple. Algunes noves muixerangues ballen danses recreades, com la dansa dels carxots del Ball dels Locos de l'Olleria; o el ball de la Forca de Bellreguard, que balla la Muixeranga de la Safor i que té un origen totalment desvinculat de la muixeranga. Moltes muixerangues creades recentment no realitzen cap ball.

#### Religió
El component religiós es troba en diverses parts de les manifestacions muixerangueres. A Peníscola i al Forcall, els participants reciten lloes de contingut religiós.
Algunes de les figures tenen una interpretació religiosa. És el cas de la font (que representa la font de la salut), el soterrar (la dormició de Maria), la maria (l'ascensió). La morera refereix a l'arbre on la tradició diu que es trobà la imatge de la Mare de Déu de la Salut d'Algemesí. Aquestes referències marianes connecten amb les antigues moixigangues religioses que narraven la vida de Maria.
A Titaigües també es fan figures pròpies de caràcter religiós.
Una crítica a la interpretació religiosa de l'origen de les muixerangues prové del fet que la societat on s'originaren no era necessàriament cristiana, sinó molt probablement musulmana –qüestió que es suporta també en la comparació amb les tradicions magrebines- de manera que és possible que les figures que s'interpreten com a retaules cristians tinguen un altre origen.

#### Component burlesc
La vessant còmica de la muixeranga la trobem en el aspecte i en el comportament dels membres de certes muixerangues tradicionals. La vestimenta sovint és irregular, com portar un mitjó blanc i l'altre negre (l'Olleria i Titaigües). A Algemesí es considera que els muixeranguers van vestits de bojos.
Algunes colles es pinten la cara de negre (els negrets), mentre que altres colpegen els espectadors (Ball de Locos de l'Olleria) o canten cançons fent burla de les autoritats o de la mort, com els Negrets de l'Alcúdia.

## Organització
Totes les muixerangues tenen un fort esperit popular, i tradicionalment la seua organització era molt simple i basada en la figura del mestre. La realització d'assajos periòdics i l'ús d'uniformes distinguiexen les muixerangues dels pals de pollastre.
En l'època contemporània, les colles muixerangueres adopten la forma d'associacions culturals i festives, que estan legalitzades i tenen estatuts i òrgans de representació. Des de 1973, amb la creació dels Amics de la Muixeranga, el moviment muixeranguer, de primeres molt fragmentat, a anat organitzant-se. El 1996 apareix el Moviment de Recuperació de les Muixerangues. El 2000 naix la trobada de Torres Humanes d'Algemesí. Durant uns anys les colles valencianes intentaren organitzar-se al voltant de la Federació de Muixerangues i convocaren aplecs muixeranguers. El darrer encara se celebrà pel maig del 2009 a l'Olleria. L'Entitat Promotora de Muixerangues va sorgir el 2005.
La Festa de la Mare de Déu de la Salut d'Algemesí va ser declarada de Bé d'Interés Cultural (BIC) el 2002, i en 2011 aquestes festes, que inclouen les dues muixerangues locals, foren declarades Patrimoni Immaterial de la Humanitat per la UNESCO.

## El moviment associatiu muixeranguer
Segons l'antropòloga Nuria Fernández, durant el Modernisme –pas del segle xix al segle xx- els valors tradicionals, i els gustos i les preferències de la població, canviaren radicalment respecte de la Renaixença. El Modernisme «va ser un vendaval estètic de ruptura cultural amb el folklore ruralitzant i nacionalista». Una de les conseqüències va ser la desaparició (llevat dels casos excepcionals d'Algemesí, l'Alcúdia, el Forcall, Peníscola i Titaigües) de les danses i comparses valencianes que tenien entre el seu repertori les torres humanes. També el tabal i la dolçaina, acompanyants inseparables de les muixerangues, iniciaren una llarga davallada.
Des de finals del segle xix s'inicià un llarg procés d'èxode rural en favor de les àrees urbanes i industrials. Aquest desplaçament de població s'associà malintencionadament amb la idea que el món rural era un territori decadent sense futur i associat al passat, contraposat a la idea de futur i modernitat que representaven les ciutats, al temps que les elits urbanes renunciaven de la seua rica cultura popular urbana abans de la Guerra Civil. Durant la dictadura franquista va créixer el menyspreu polític i social a la ruralitat. Es prohibiren festivitats paganes com les Carnestoltes, mantenint les tradicions que a criteri de l'Església i la resta del règim no posaven en dubte la doctrina nacional-catòlica i s'adequaven a la moralitat cristiana, com les manifestacions de religiositat popular: Titaigües i Algemesí són dos exemples significatius de vinculació amb celebracions marianes.
L'aparició el 1973 dels Amics de la Muixeranga a Algemesí és fruit d'una necessitat imperiosa –no hi havia una altra alternativa per tindre muixeranga a la festa- i, al temps, suposa un canvi radical. L'estructura tradicional d'un mestre i d'una colla, queda suplementada per una organització formal, pròpia de les associacions. No és una festa rural espontània, a la manera de Xiva o dels pals de pollastre, és una manifestació organitzada més pròpia d'una societat industrial.
Els canvis s'acumulen. El 1994, els Locos de l'Olleria, com que sabien molt poc del vell ball, comencen per investigar-lo –roba, música, moviments- i estudien també altres fenòmens semblants, com els castellers. I a més, incorporen les dones a l'activitat.
Un altre fenomen que es desenvolupa als anys noranta, és la desvinculació parcial de les muixerangues del fet religiós. Els Locos i la Nova d'Algemesí, tot i participar en les festes locals respectives, comencen a fer també activitats a altres poblacions. El 2000, naix la Trobada de Torres Humanes d'Algemesí. Ja es pot parlar d'un moviment muixeranguer més enllà d'una col·lecció de fenòmens aïllats.
El 2005, hi hagué un primer intent de Federació de Muixerangues, que va desaparèixer el 2009. Altres iniciatives són l'anomenat Moviment de Recuperació de Muixerangues o l'Entitat Promotora de Muixerangues. El reconeixement institucional s'ha formalitzat, entre altres fets, amb el suport de la Generalitat amb la creació de la Federació Coordinadora de Muixerangues (FCM) el 2018.

## Llista de muixerangues
Alguns estudiosos de les muixerangues, com J. Bofarull, fan una distinció entre muixerangues supervivents d'una tradició anterior i noves muixerangues aparegudes des del reviscolament del 1973.

### Muixerangues tradicionals
Colles de la festa d'Algemesí
- Muixeranga d'Algemesí (refundada en 1973, però amb una tradició que es remunta almenys a 1724).[2]
- Nova Muixeranga d'Algemesí (fundada l'any 1997).[2]

És l'únic cas on dues colles participen en una mateixa festa muixeranguera.
- Els Negrets de l'Alcúdia. La tradició havia estat conservada fins al 1954. Discontinuada, va tractar-se de recuperar el 1979 i, després, de manera exitosa el 1984.[2]
- La Mojiganga de Titaigües. Aquesta tradició es representa de forma septennal i tot i que no sempre s'ha conservat completa, mai no va perdre's del tot.[2]
- Els Dansants de Peníscola, dels que hi ha registres escrits des del segle xvii.[2]
- El Ball de Varetes del Forcall.[2]

### Noves muixerangues
Els Negrets d'Alzira, encetat als anys 1980 pel grup de danses La Catxutxa, dins la Confraria de la Mare de Déu del Lluc.
El Ball de Locos de l'Olleria. Activa des del 1996, té el seu origen en uns joves del poble que descobriren en 1994 l'existència d'una tradició festera local perduda, que varen recuperar entrevistant una dona major.
Muixeranga de Sueca, formada el 1995.
Muixeranga de la Safor, formada el 2002. Hi ha documentació d'una muixeranga formada per vint adults i un xiquet a Gandia l'any 1875, tot i que la colla del segle xxi no és una continuació d'eixa tradició. El 2007 la Muixeranga de la Safor alçà la seua primera torre de cinc altures.
Muixeranga de Vinaròs i
Conlloga Muixeranga de Castelló, formades el 2013. La Conlloga va aconseguir la seua primera alta de cinc l'any 2016.
Muixeranga d'Alacant, formada en 2014. La Muixeranga la Torrentina es va formar al 2018, i va intervindre en les ultimes actuacions del ball de Torrent, una representació còmic- burlesca que es remunta al segle XIX.

## Música
| La Muixeranga                    |
|                                  |
| Interpretada per Xavier Richart. |
|                                  |

La dansa s'acompanya amb una música de tabalet i dolçaina, amb una tonada molt característica, d'autor desconegut. Alguns sectors del nacionalisme valencià (Joan Fuster entre d'altres) han volgut reivindicar la música de la Muixeranga com a himne del País Valencià.